# Pterocles bicinctus
La grandule doppiabanda, grandule doppiabarrata o grandule dal doppio collare (Pterocles bicinctus Temminck, 1815) è un uccello della famiglia Pteroclidae, diffuso nell'Africa australe.

## Descrizione
È un uccello di media taglia, lungo circa 25 cm e con un peso di 210–280 g.

## Distribuzione e habitat
La specie è presente in Angola, Botswana, Malawi, Mozambico, Namibia, Sudafrica, Zambia e Zimbabwe.

## Tassonomia
Sono note le seguenti sottospecie:
- Pterocles bicinctus ansorgei (Benson, 1947)
- Pterocles bicinctus bicinctus Temminck, 1815
- Pterocles bicinctus multicolor Hartert, 1908